# Lijsten van onderwerpen over de geschiedenis van Japan
Deze pagina bevat lijsten met artikelen in de Nederlandstalige Wikipedia over de geschiedenis van Japan. Zie ook de Categorie:Geschiedenis van Japan.

## Algemene onderwerpen
- Geschiedenis van Japan
- Japanse jaartelling
- Keizer van Japan
  - Lijst van keizers van Japan
- Shogun - militair en politiek heerser
- Shintoïsme - traditionele Japanse godsdienst
- Japanse arbeidersbeweging
- Diplomatieke relaties tussen Japan en Rusland
- koninkrijk Riukiu - onafhankelijk van de 14e tot de 19e eeuw

## Vroege geschiedenis
- legendarische keizers
  - Jimmu (vanaf 660 v.Chr.)
  - Suizei (581-549)
  - Annei (549-511)
  - Itoku (510-477)
  - Kosho (475-393)
  - Koan (392-291)
  - Korei (290-215)
  - Kogen (214-158)
  - Kaika (157-98)
  - Sujin (97-30)
  - Suinin (29 vC-70 nC)
  - Keiko (70-130)
  - Seimu (131-191)
  - Chuai (192-200)

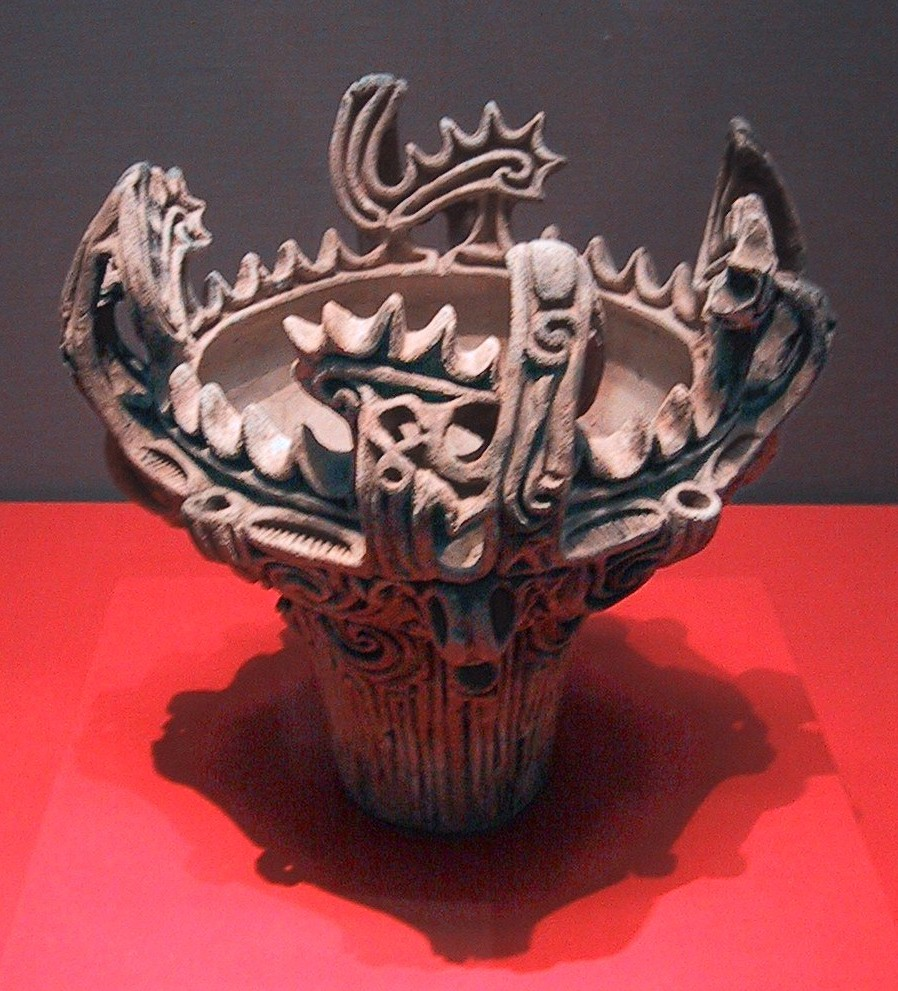
aardewerk uit de Jomonperiode

- Jomonperiode - oudste gedefinieerde cultuurperiode (tot 250 v.Chr.)
- Yayoiperiode - cultuurperiode (250 v.Chr. - 300 n. Chr.)
- Wajinden - oudste (Chinese) tekst over Japan (ca. 250)
  - Himiko (overl. ca. 248) - heerseres over Japan volgens Chinese bronnen
- Ojin - keizer (270-310)
- Kofunperiode - cultuurperiode gekenmerkt door grafheuvels (ca. 250-500)
- Yamatoperiode - eerste historische periode (ca. 250-710)
- Soga - machtige familie (587-645)
- Shotoku (574-622) - prins-regent (ca. 600)
- Kojiki - historisch overzicht tot ca. 300, geschreven ca. 700
- Nihonshoki - historisch overzicht tot ca. 700, geschreven ca. 720

## Machtsperiode van deFujiwara

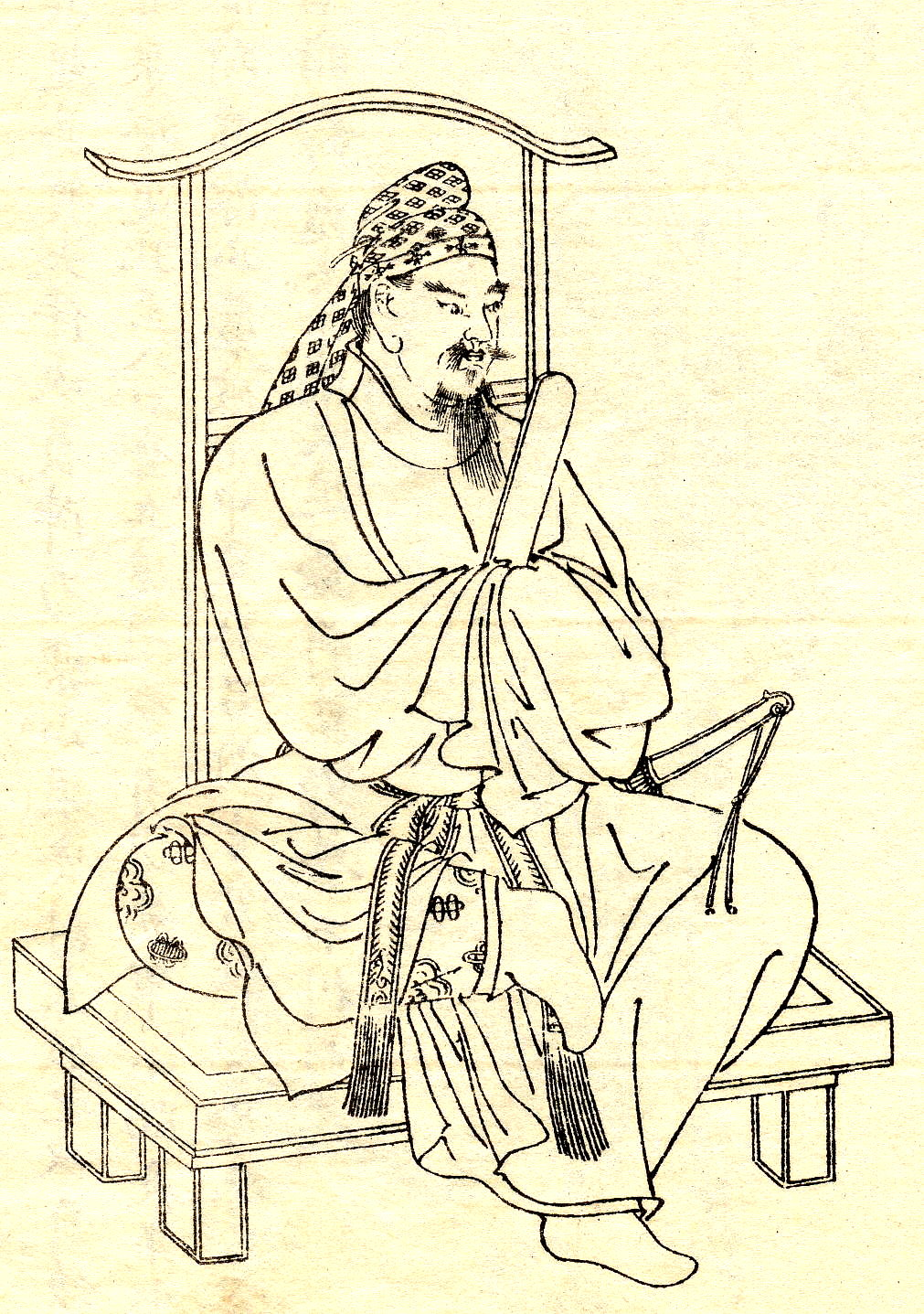
Fujiwara Kamatari, stichter van de Fujiwara-familie

- Fujiwara (familie) - machtigste familie vanaf ca. 645, regenten van de keizer vanaf 9e eeuw
- Taika-hervormingen - hervormingen naar Chinees voorbeeld (645)
- Taikaperiode - periode van deze hervormingen tot 650
- Fujiwara-kyo - hoofdstad van Japan (694-710)
- Heijō - hoofdstad van Japan (710-784)
- Ritsuryo - rechtssysteem (8e eeuw)
- Emishi - 'barbaren' op noordelijk Honshu (8e en 9e eeuw)

### Personen
- Tenji (626-672) - keizer (661-672)
- Kobun (648-672) - keizer (672)
- Tenmu - keizer (672-686)
- Jitō (645-703) - keizerin (686-697)
- Monmu (683-707) - keizer (697-707)
- Genmei (661-722) - keizerin (707-715)
- Shomu (701-756) - keizer (724-749)
- Koken/Shotoku (718-770) - keizerin (749-758 en 764-770)
- Kammu (737-806) - keizer (781-806)
- Sugawara no Michizane (845-903) - geleerde, dichter en bestuurder

## Middeleeuwen

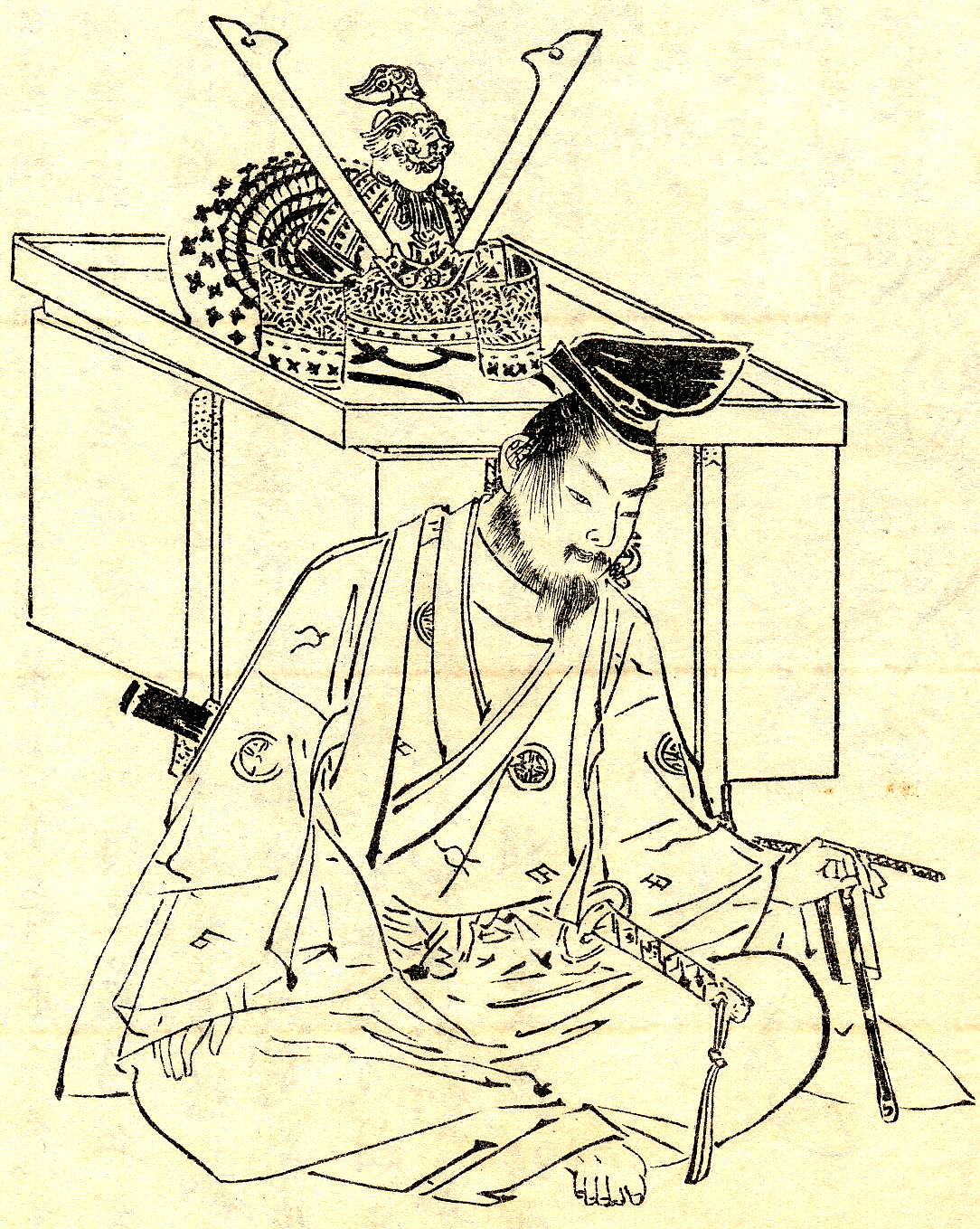
Minamoto Yoshitsune

- Minamoto - machtige familie, waaronder de eerste shogun (12e eeuw)
- Genpei-oorlog - strijd tussen de families Taira en Minamoto (1180-1185)
- Kitayamacultuur - cultureel leven in de Muromachiperiode (14e-16e eeuw)

### Personen
- Shirakawa (1053-1129) - keizer (1073-1087)
- Minamoto no Yoritomo (1147-1199) - eerste shogun (vanaf 1192)
- Minamoto no Yoshitsune (1159-1189) - generaal, broer van Yoritomo
- Go-Daigo (1288-1339) - keizer (1318-1339)
- Ashikaga Takauji (1305-1358) - shogun
- Ashikaga Yoshimitsu (1358-1408) - shogun (1368-1394)

## Sengoku en hereniging
- Sengoku-periode binnenlandse strijd (15e en 16e eeuw)
  - Daimyo - naam voor een krijgsheer/regionaal heerser
- Takeda Shingen (1521-1573) - daimyo
- Uesugi Kenshin (1530-1578) - daimyo
- Oda Nobunaga (1534-1582) - eerste hereniger
- Toyotomi Hideyoshi (1536-1598) - tweede hereniger
- Tokugawa Ieyasu (1543-1616) - derde hereniger, stichter Tokugawa-shogunaat
  - Slag bij Sekigahara - Tokugawa Ieyasu verslaat Toyotomi Hideyori (1600)
- Mori Terumoto (1553-1625) - daimyo
- Miyamoto Musashi (1584-1645) - daimyo

## Edoperiode(1603-1867)

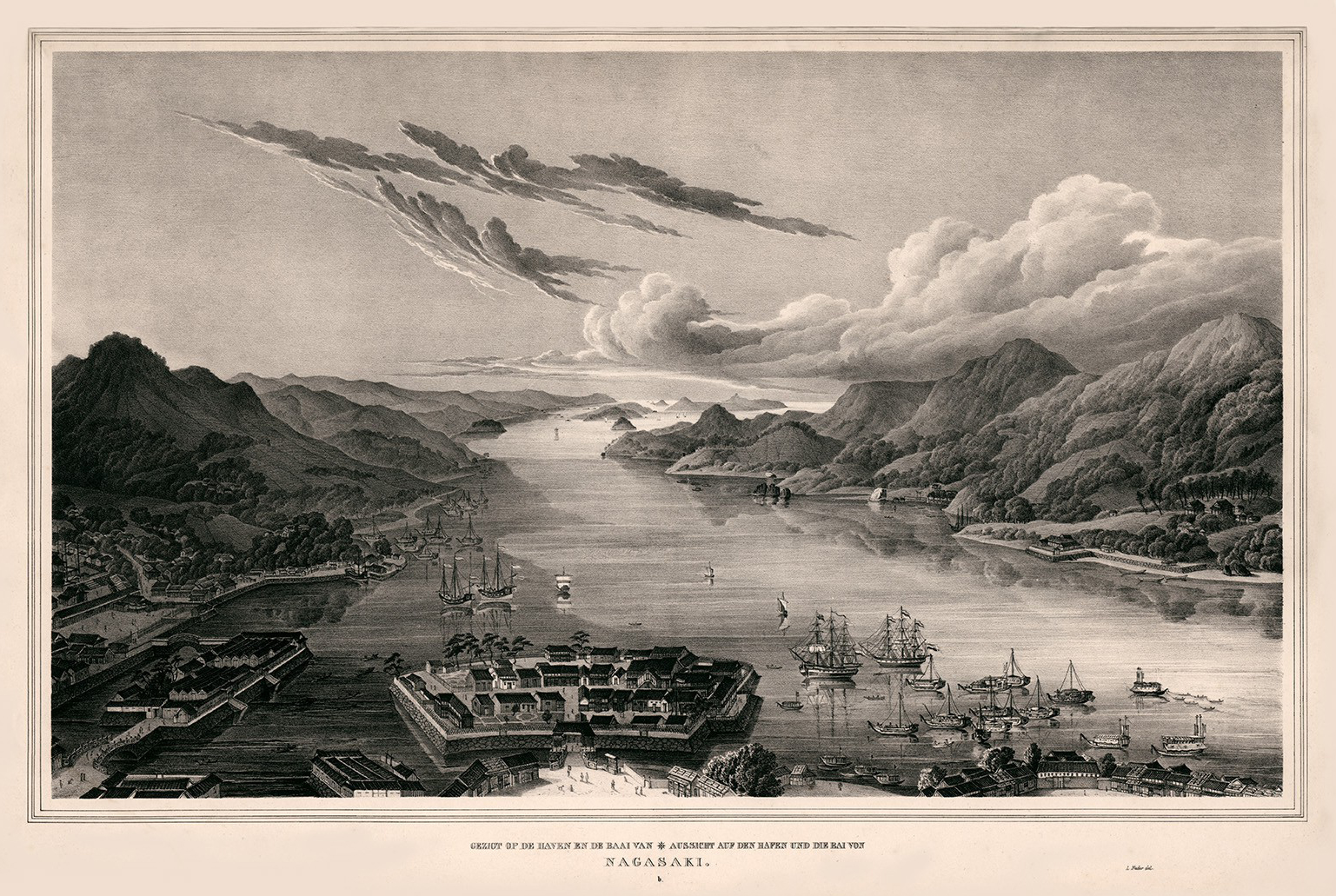
Nagasaki ca. 1800

### Staatsbestuur
- Tokugawa-shogunaat
- Sankin kotai - politiek systeem
  - Bakufu - het shogunaat
- Samoerai - bestuurdersklasse (oorspronkelijk soldaten)
- Tokugawa Iemitsu (1604-1651) - shogun (1623-1651)

### Contacten met het Westen
- De Liefde - eerste Nederlandse schip in Japan (1600)
  - William Adams (1564-1620) - Engelsman aan boord van De Liefde, kreeg een hoge positie aan het hof
- Hasekura Tsunenaga (1571-1622) - gezant naar Mexico en Europa (1613-1620)
- Dejima - kunstmatig eilandje bij Nagasaki, landingspunt voor Nederlandse handelaren (1641-1859)
  - lijst van opperhoofden van Dejima
- Hofreis naar Edo
- Engelbert Kaempfer (1690-1692) - Duitse geleerde
- Jan Cock Blomhoff (1809-1824) - Opperhoofd Nederlandse vestiging
- rangaku - 'Nederlandkunde': Japanse bestudering van Nederland en het westen

### Opening van Japan
- Jevfimi Poetjatin (1803-1883) - Russische viceadmiraal (1853)
- Verdrag van Shimoda - verdrag met Rusland (1855)

### Einde van het Shogunaat
- Tokugawa Nariaki (1800-1860) - daimyo
- Shinsengumi - speciale politiemacht

## Meiji-restauratie

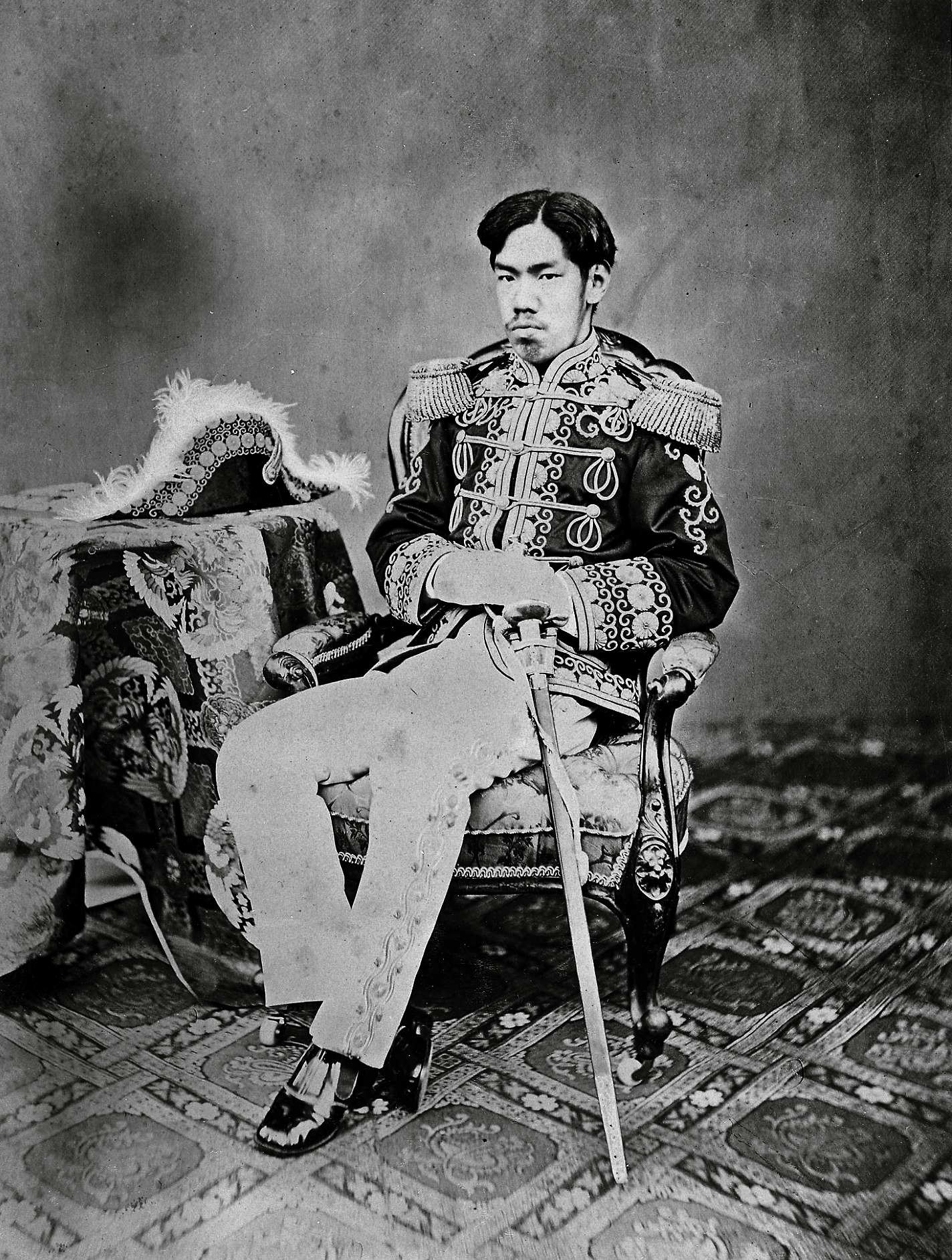
De Meiji-keizer

- Tokugawa Yoshinobu (1837-1913) - laatste shogun (1867)
- Meiji-restauratie hervormingsgezinde keizerlijke regering neemt macht over van Shogun (1868)
- Boshin-oorlog - gewapend conflict tussen keizer en shogun (1868-1869)
- Kome Hyappyo - voedselhulp gebruikt om een school te stichten (1868)
- Eed in Vijf Artikelen - beleidsverklaring van de Meiji-regering (6 april 1868)

### Personen
- Meiji (keizer) (1852-1912) - keizer (1867-1912)
- Fukuzawa Yukichi (1835-1901) - intellectueel en hervormer
- Toshimichi Okubo (1830-1878) - politicus, leider van de staatsgreep tegen de Shogun

## Imperialistisch Japan
- Japanse Keizerrijk (1868-1947)

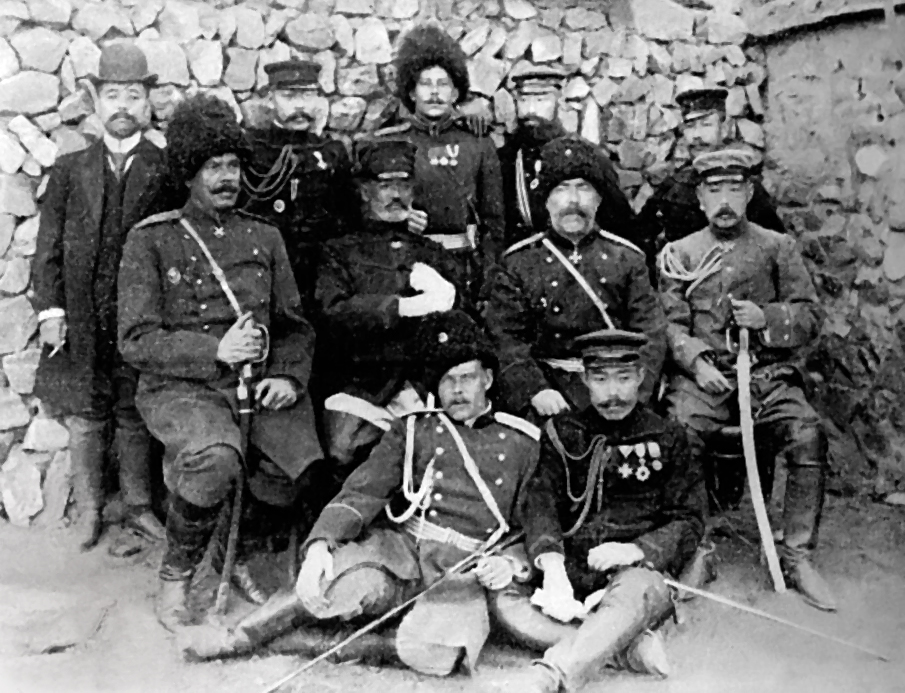
soldaten in de Russisch-Japanse Oorlog

- Meijiperiode - regeringsperiode van de Meiji-keizer na de Meijirestauratie (1868-1912)
- Japanse koloniën
- Kokutai - het Japanse nationale zelfbeeld
- Seikanron - het 'Koreaprobleem' (1868-1876)
- Verdrag van Sint-Petersburg - Japans-Russische grens geregeld (1875)
- Vergiftigingsschandaal van de Ashio-kopermijn - vervuilingsprobleem (1892)
- Eerste Chinees-Japanse Oorlog - oorlog met China over Korea (1894-1895)
  - Verdrag van Shimonoseki - vredesverdrag (april 1895)
  - Drie Landen-interventie - Rusland, Frankrijk en Duitsland dwingen Japan tot herziening van Shimonoseki (23 april 1895)
- Russisch-Japanse Oorlog (1904-1905)
  - Slag bij Tsushima - laatste en beslissende zeeslag (mei 1905)
  - Verdrag van Portsmouth - vredesverdrag (5 september 1905)
- Japanse bezetting van Korea (1910-1945)
- Taishoperiode - regering van Yoshihito (1912-1926)
- Japan en de Eerste Wereldoorlog (1914-1917)
- Mantsjoekwo - vazalstaat in Mantsjoerije (1932-1945)
  - Mantsjoerije-incident - Japanse inval (1931)
  - Pu Yi - keizer van Mantsjoekwo
  - Eenheid 731 - geheime legereenheid, bestudeert biologische wapens
  - commissie-Lytton - Volkenbondcommissie veroordeelt Japan
  - Het incident van 15 mei 1932

### Personen
- Matsukata Masayoshi (1835-1924) - premier (1891-1892; 1896-1898)
- Yoshihito (1879-1926) - keizer (1912-1921/1926)

## Tweede Chinees-Japanse OorlogenTweede Wereldoorlog

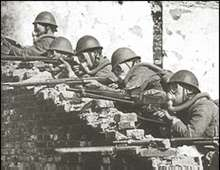
Japanse soldaten in Shanghai

- Tweede Chinees-Japanse Oorlog (1937-1945)
  - Japans-China
  - Slag om Sjanghai (augustus 1937)
  - Bloedbad van Nanking - massamoord door Japanners na inname van Nanking (1937-1938)
- Algemeen
  - Driemogendhedenpact - Japan sluit zich aan bij de asmogendheden (1940)
  - Conferentie van Caïro - Geallieerden voorwaarden voor Japanse overgave vastgesteld (november 1943)
  - Verklaring van Potsdam - Bevestiging van Caïro (juli 1945)
- Vijandelijkheden met de Sovjet-Unie (1938-1939)
  - Slag om het Chasanmeer - (juli-augustus 1938)
  - Slag bij Halhin Gol (mei-september 1939)
  - Neutraliteitsverdrag (1941)
- Expansie in Zuidoost-Azië
  - Slag om de Filipijnen (december 1941-mei 1942)
  - Slag om Ambon (januari-februari 1942)
  - Slag om Singapore (januari-februari 1942)
  - Slag in de Javazee (februari 1942)
  - Dodenspoorlijn - door dwangarbeiders aangelegde spoorlijn in Birma (1942-1944)
  - Jappenkamp - Japanse kampen in Nederlands-Indië
  - Troostmeisje - gedwongen prostituees voor de soldaten
- Oorlog tegen de Verenigde Staten (1941-1945)
  - Aanval op Pearl Harbor - aanval op Amerikaanse marinebasis op Hawaï (december 1941)
  - internering van Japanse Amerikanen (1942-1945)
  - Slag in de Koraalzee - einde van de Japanse opmars (mei 1942)
  - Slag bij Midway (juni 1942)
  - Slag om de Aleoeten (1942-1943)
  - Slag om Guadalcanal (1942-1943)
    - landing - 7 augustus
    - Zeeslag bij het eiland Savo - 9 augustus
    - Ironbottom Sound

  - Slag in de Golf van Leyte - zeeslag nabij de Filipijnen (oktober 1944)
  - Landing op Iwo Jima (februari-maart 1945)
    - Operatie Detachment - codenaam

  - Bombardement op Tokio (maart 1945)
  - Slag om Okinawa (april-juni 1945)
  - Kamikaze - zelfmoordeenheden (1944-1945)
  - Atoombommen op Hiroshima en Nagasaki (augustus 1945)
    - Little Boy - bom op Hiroshima
      - Enola Gay - gebruikte bommenwerper
      - Sadako Sasaki (1943-1955) - slachtoffer

    - Fat Man - bom op Nagasaki
      - Bockscar - gebruikte bommenwerper

  - Tokyo Rose - propaganda-presentatrices
    - Iva Toguri D'Aquino (1916-2006)

  - operatie Downfall - geplande invasie in Japan

### Personen

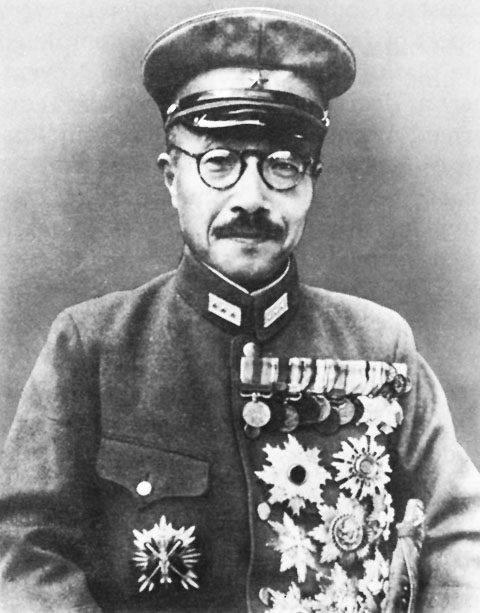
Hideki Tojo

- Hirohito (1901-1989) - keizer (1926-1989)
- Nagako Kuni (1903-2000) - echtgenote van Hirohito
- Fumimaro Konoe (1891-1945) - premier (1937-1939,1940-1941)
- Hideki Tojo (1884-1948) - generaal, premier (1941-1944)
- Kuniaki Koiso (1880-1950) - premier (1944-1945)
- Yosuke Matsuoka (1880-1946) - minister van buitenlandse zaken (1940-1941)
- Mamoru Shigemitsu (1887-1957) - minister van buitenlandse zaken (1943-1945)
- Sadao Araki (1877-1966) - minister van oorlog (1931-1934)
- Isoroku Yamamoto (1884-1943) - admiraal
- Tomoyuki Yamashita (1885-1946) - generaal, leidde de verovering van Malaya
- Masaharu Homma (1887-1946) - luitenant-generaal, leidde de verovering van de Filipijnen
- Minoru Genda (1904-1989) - piloot, plande Pearl Harbor
- Kenichi Sonei - kampcommandant
- Chiune Sugihara - diplomaat, hielp Litouwse Joden aan visa

### Schepen en wapens
- Zie Categorie:Japans marineschip in de Tweede Wereldoorlog
- Zie Categorie:Japans gevechtsvoertuig in de Tweede Wereldoorlog
- Zie Categorie:Japans vliegtuig in de Tweede Wereldoorlog
- Type A - onderzeeboottype

## Naoorlogs Japan

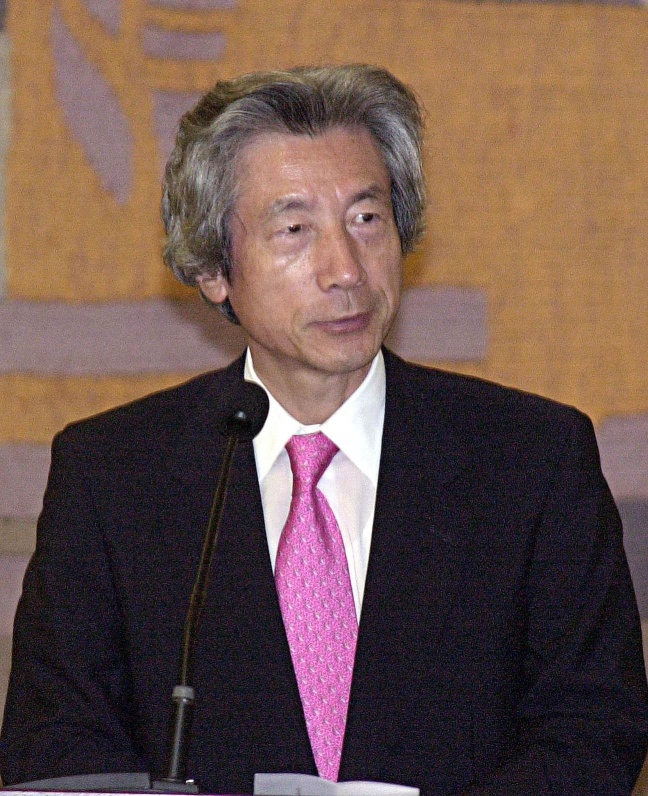
Junichiro Koizumi

- Nasleep van de Tweede Wereldoorlog
  - Proces van Tokio - proces tegen oorlogsmisdadigers (1946-1948)
  - Proces van Chabarovsk (1949)
  - Sensai koji - oorlogswezen, in het bijzonder in China
- Veiligheidsverdrag tussen Japan en de Verenigde Staten (1951)
- Vredesverdrag van San Francisco (1952)
- Aum Shinrikyo - sekte, pleegde aanslag op metro van Tokio (1995)

### Politiek
- Minister-president van Japan
  - Lijst van ministers-presidenten van Japan
- Liberaal-Democratische Partij
- Democratische Partij

### Personen
- Hiroo Onoda (*1922) - soldaat die tot 1974 bleef doorvechten
- William Webb (1887-1972) - president van het proces van Tokio
- Douglas MacArthur (1880-1964) - Amerikaans generaal, leider bezettingsmacht (1945-1951)
- Shigeru Yoshida (1878-1967) - premier (1946-1947 en 1948-1954)
- Tetsu Katayama (1887-1978) - premier (1947-1948)
- Akihito (*1933) - keizer (1989-)
- Toshiki Kaifu (*1931) - premier (1989-1991)
- Itcho Ito (1945-2007), burgemeester van Nagasaki (1995-2007)
- Ryutaro Hashimoto (1937-2006) - premier (1996-1998)
- Yoshiro Mori (*1937) - premier (2000-2001)
- Junichiro Koizumi (*1942) - premier (2001-2006)
- Koki Ishii (1940-2002) - vermoord parlementariër
- Shinzo Abe (*1954) - premier (2006-2007)
- Hakuo Yanagisawa (*1935) - politicus
- Taro Aso (*1940) - politicus
- Yasuo Fukuda (*1936) - premier (2007-2008)
- Naruhito (*1960) - kroonprins
- Masako Owada (*1963) - echtgenote van Naruhito
- Akishino (*1965) - prins
- Sayako (*1969) - prinses
- Hisahito (*2006) - prins